# Vazimba (narod)
Vazimba su legendarni prvi naseljenici - Madagaskara pigmejskog rasta, koji su se naselili između 100. pr. Kr.- 400. godine. Za brojne Malgaše oni i danas žive po šumama oko grada Morondava, iako ih odavna nitko nije vidio.
U Malgaškoj usmenoj predaji, postoje tri vrste Vazimba, koji su živjeli u različitim dijelovima otoka. Vazimba andrano ("vodeni vazimbe") koji su živjeli uz rijeke i jezera, Vazimba anteti ("Zemljani Vazimbe") koji su bili najbrojniji, oni su živjeli na središnjoj visoravni oko doline Betsiriri i Vazimba antsingi ("Vazimbe od krasa") koji su živjeli po vapnenačkim špiljama oko današnjeg rezervata prirode Tsingi de Bemaraha na zapadnoj obali Madagaskara.

## Povijest
Po Malgaškoj usmenoj predaji prvo razdoblje njihove povijesti bilo je faha vazimba, kad su prvi naseljenici osnovali svoje kraljevstvo na središnjoj visoravni - u kojem su često vladari bile kraljice. Prva vladarica tog kraljevstva bila je Andriandravindravina.
Drugo razdoblje počinje kad su Merine zauzeli Kraljevstvo Vazimba, koje se otad zvalo po njima Imerina. Njihov vladar Andriamanelo (1540. – 1575.) - koji je i sam bio napola Vazimba (po ženskoj liniji bio je potomak vazimbovskih kraljica Rangite i Rafohi) i njegovi nasljednici, Ralambo i Andrianjaka istjerali su Vazimbe s centralne visoravni na zapadni dio otoka.
Treće razdoblje bilo je fizičko istrijebljenje Vazimba za koje se pretpostavlja da se desilo za vrijeme vladavine merinskog kralja Andrianjaka (1610. – 1630.). Povjesničar Jean-Pierre Domenichini ima teoriju da Vazimbe nisu fizički istrebljene, već asimilirane u Merine.Po usmenoj predaji mnogih merinskih i betsilejskih porodica, njihovi predci živjeli su u mješanim brakovima s Vazimbama.
Poneki Malgašani misle da su možda pripadnici plemena Mikea i Vezo posljednji nasljednici Vazimba.

## Vazimbe u malgaškoj predaji i mašti
Postoje brojne malgaške legende i priče o Vazimbama. Jedna od njih govori o prvim stanovnicima Madagaskara, o ženi po imenu Ramboamana i muškarcu Ramboabesofi, koje oni zovu tompon-tani (gospodari zemlje). Oni su živjeli na području današnjeg grada Ankavandra (zapadna obala), imali su dva sina; Rangoromana i Zafihisokija koji je doveo prvog zebua na otok.
Neki Merine vjeruju da vode podrijetlo od muškarca po imenu Ndrenavoavo ili njegove sestre Pelamane koji su bili predhodnica drugog vala iseljenika iz Indonezije. Po njima oni su pokopani u šumi pored Tsirendresaka, a njihov grob poštovali su svi Vazimbe iz Betsiririja, a zauzvrat su ljudi iz Tsirendresaka prihvatili "fady" (tabu) koji zabranjuje klanje zebua, zbog Vazimba, koji su uzgajali ta goveda, ali ih nisu jeli.
Čak i danas na Madagaskaru brojni stanovnici vjeruju da Vazimbe nisu uopće bili ljudi, već neka vrsta čudovišta ili zlog duha prirodnih sila, kao što su rijeke, stijene ili kanjoni. Među mnogim praznovjerjima u vezi s Vazimbama, postaji i ono da se nesmije dodiruti nijedan predmet koji je bio u doticaju sa solju, kao zabranjena donošenja češnjaka ili svinjetine u kraj u kojem po predanju ima grobova Vazimba.

## Pogledajte i ove stranice
- Malgaši

## Vanjske poveznice
- Etnie del Madagascar  Arhivirana inačica izvorne stranice od 7. rujna 2011. (Wayback Machine) (tal.)
- Le 18 Tribu (tal.)